# Jetstream Sam
Samuel Rodrigues, soprannominato Jetstream, è un personaggio dei videogiochi apparso per la prima volta in Metal Gear Rising: Revengeance per PlayStation 3 e Xbox 360. Il personaggio inizialmente è stato creato da Hideo Kojima e mostrato nel primo trailer ma, dopo essere passato nelle mani di Platinum Games, venne modificato in quello che si vede oggi. Spadaccino formidabile anche senza potenziamenti cyborg, è maestro della "Rodrigues New Shadow School" insegnata da suo padre. Prende parte alla cronologia di Metal Gear durante gli eventi del 2018 – ovvero 4 anni dopo lo spegnimento di GW in Guns of the Patriots e la distruzione dei Patriots – assoldato dalla Desperado Enforcement LLC., pur non facendo parte della squadra chiamataWinds of Destruction.
Compare inoltre in PlayStation All-Stars Battle Royale.

## Biografia
Samuel nasce in Brasile probabilmente negli anni ottanta, visto che sembra avere più o meno la stessa età di Raiden, discende da una lunga stirpe di spadaccini giapponesi risalente al XVI secolo, infatti nonostante sia brasiliano si possono notare lineamenti asiatici.
Suo padre, il quale gestiva un dojo di Kenjutsu brasiliano, gli insegnò la tecnica Uradachi, meglio conosciuta come Satsujin-ken (spada assassina).
Dopo che suo padre fu ucciso da uno dei suoi allievi, molto probabilmente perché coinvolto con un cartello della droga, anche se le vere motivazioni sono sconosciute, Sam eredita la spada di suo padre, la Murasama. Lascia così il Brasile per continuare ad allenarsi come spadaccino per poi tornare ed uccidere l'assassino di suo padre. Successivamente riparte definitivamente dalla sua terra natale per lavorare come mercenario accettando lavori come guardia del corpo di un boss mafioso e sicario sempre per conto della mafia.
Il suo nome nel mondo del crimine sud americano non fa che crescere, fino a raggiungere l'apice nei primi anni 2000 dove elimina uno squadrone mafioso, composto da 10 uomini armati di fucili automatici, da solo grazie alla sua Murasama, quando ancora la tecnologia cyborg era solo un sogno. Vista la grande richiesta, negli anni successivi da parte delle PMC, di cyborg, anche lui alla fine si farà modificare l'esoscheletro per raggiungere velocità più elevate nella corsa. In più modificherà la sua Murasama in una blade ad Alta Frequenza, migliorando già le straordinarie doti della spada e dandogli un inquietante color rosso ed inserendo un blocco ID che permette di farla usare solo a lui. Durante una missione a Denver però la sua carriera prende una svolta: arrivato a Denver verrà scoperto entrare nelle fogne da due poliziotti, ma se ne libera velocemente. Nelle fogne si scontrerà con il Prototipo LQ-84i e dopo un feroce combattimento riuscirà a distruggerlo e ad infiltrarsi dentro World Marshall. Più avanti avrà anche dei dialoghi con il membro della Desperado Monsoon, e si capirà che Sam faceva già parte della Desperado, conosciuto come Minuano, il vento del Brasile, ma tra lui e gli altri membri è accaduto qualcosa che lo ha costretto ad abbandonare l'organizzazione, e aspettava solo il momento per potersi vendicare. Più tardi troverà proprio Monsoon che lo aspettava, ma invece di lui deve combattere un Metal Gear Ray. Finito lo scontro Sam viene contattato dal senatore Steven Armstrong che lo invita a salire sul tetto. Sbloccata la porta per il tetto Sam si scontra con Armstrong, potenziato dalle nanomacchine dentro il suo corpo. Lo scontro è lungo e alla fine Armstrong sembra avere la meglio ma Sam calcola il momento in cui la pelle dei bracci del senatore si indurisce e taglia così il suo braccio destro, riducendolo però ad un lungo punteruolo di metallo che il senatore usa per tagliare tutto il braccio destro di Sam. Una volta ricongiunto il braccio Armstrong propone a Sam di riunirsi alla Desperado. Sam, ridendo, accetta la richiesta e il braccio destro gli viene sostituito con uno cyborg.  Lavorerà anche al fianco del Prototipo LQ-84i, meglio noto con il nome di Blade Wolf, in tre missioni facendo nascere un profondo rispetto tra i due.

## Eventi del 2018: l'incontro con Raiden in Africa
Nel 2018 gli viene offerto di lavorare per la Desperado Enforcement LLC. per un agguato in Africa contro il Primo Ministro N'mani. Sam accettò solo per il fatto di continuare a combattere, infatti non fa né parte della squadra chiamata Winds of Destruction né, come ripete più volte a Raiden, di avere interessi negli obiettivi della Desperado. Cosicché dopo aver fermato il convoglio del Primo Ministro, lo attacca da solo dando dimostrazione di riflessi oltre l'umano: infatti devierà i proiettili sparati dal cannoniere con la spada dopodiché taglierà sia il cannone che il cannoniere a metà per poi girarsi e fare un sorriso di scherno contro la limousine del Primo Ministro. Verrà poi circondato dagli altri membri della Maverick Consulting, Inc. Nonostante sia stato circondato è probabilissimo che si sia sbarazzato degli altri cyborg in pochi secondi perché lo si rincontrerà sul treno dopo aver inseguito Sundowner. Qui si intrometterà mentre Raiden cercherà di attaccare Sundowner, dopo che quest'ultimo ha già ucciso senza esitazione N'mani. I due così si affronteranno per la prima volta: in questo duello mette Raiden in grandissima difficoltà visto che riesce a capire non solo i suoi attacchi, ma anche il suo stile di combattimento e l'utilizzo della sua arma. Raiden gli dice che la sua spada è uno strumento di giustizia, Sam gli risponde:
Queste parole distrassero completamente Raiden dal duello facendo in modo di favorire Sam, il quale gli tagliò l'occhio e il braccio sinistro. Pronto a dare il colpo di grazia, dopo qualche altra parola, ad uno stremato e senza un braccio Raiden dovette rimandare l'esecuzione poiché il treno era uscito dalla galleria e c'era un velivolo pronto a prelevarlo. Così se ne andò lasciando Raiden in fin di vita ma con un desiderio di vendetta oltre ogni limite.

## La piccola apparizione a Denver
Dopo aver condiviso le informazioni su Raiden con il resto del gruppo raggiunge Denver dove si prepara a riscontrarsi con l'acerrimo rivale una seconda poiché quest'ultimo è venuto a conoscenza dell'addestramento RV che Desperado sottoponeva i cervelli dei bambini rapiti, molto simile a quello ricevuto da bambino da parte di Solidus Snake. Così anche Raiden si dirige verso il quartier generale della World Marshal a Denver con le parole di Samuel che gli echeggiavano ancora nella testa senza lasciargli un momento di pace. Dopo aver sconfitto i membri della PMC ed essere quasi arrivato al QG, i due nemici si incontrano una seconda volta. Qui Sam la prima volta non appare fisicamente, ma sbuca all'improvviso come immagine dai cartelloni della città facendo capire a Raiden che la sua idea di giustizia l'avesse reso cieco di rendersi conto che i cyborg assunti fossero stati obbligati a combattere solo per sopravvivenza, intimandolo ad ascoltare le stesse nanomacchine che reprimono i loro recettori ed inibitori. Di nuovo in difficoltà psicologica una seconda volta, riesce comunque a raggiungere il QG. Qui Sam, in compagnia di Monsoon, dopo un lungo discorso sugli ideali condivisi e contrastanti dei tre e sui meme, rivela al collega che Raiden usa la sua spada come uno strumento e non come un'arma "non lasciando che la sua arma serva il suo scopo". Con queste parole convince Monsoon che il suo intervento sarebbe uno spreco d'energie, così da ordinare ad un soldato di ucciderlo. Non solo Raiden non presta attenzione né all'attacco appena subito né alla spada conficcata nel suo stomaco, ma dice di aver capito, grazie a questi discorsi filosofici, che per quanto crede di essere un giustiziere, un eroe, in fondo lui è e sarà per sempre un assassino che prova piacere nell'uccidere nella maniera più violenta possibile i suoi nemici. Cosicché, dopo aver ordinato a Doktor di reprimere gli inibori del dolore, rivelerà che questi discorsi hanno fatto resuscitare Jack lo Squartatore. Stupiti di questo improvviso cambiamento e con un po' di paura che percorre la schiena di Monsoon, Raiden indica Sam con la spada, intimandolo di farsi sotto; ovviamente anche Samuel non vedeva l'ora di battersi contro Jack ma viene bloccato dal collega che gli ordina di tornare da Sundowner rimandando una seconda volta lo scontro finale.

## Lo scontro finale nelle Badlands
Riuscendo ad intuire che Raiden avrebbe cercato di raggiungere le industrie Solis nel Colorado dove oltretutto lavora Sunny, si ferma in mezzo ad una strada di campagna in attesa del rivale insieme all'ex compagno Blade Wolf. Arrivato Raiden fu tutto pronto per lo scontro finale tra i due con Blade Wolf come testimone. A colpi di fendenti sempre più violenti, nessuno dei due voleva cedere, infatti ogni volta che uno dei due andava a segno, l'altro rispondeva con un colpo più forte. Dopo una lunga e stremante battaglia, si videro a lama incrociate, chiunque tirerà il prossimo fendente vincerà: Raiden con l'ultimo fiato in corpo tirò un fendente al rivale che gli procurò una profonda ferita al corpo, uccidendolo pochi secondi dopo. Sorpreso che Sam non avesse l'intero corpo cibernetico, ma soltanto un braccio, fu indeciso di cosa fare della sua spada. Blade Wolf si avvicinò dicendo a Raiden dicendogli che mentre stava arrivando, i due tennero un discorso sul proseguimento delle loro vite. Insicuro di vincere contro il rivale, Sam disse che Raiden iniziò a fargli dubitare del suo piano; l'unica risposta l'avrebbe data il duello e che sarebbe stato soddisfatto se fosse morto per mano del rivale. In caso di vittoria avrebbe dovuto continuare con l'operazione Tecumseh, in caso di morte avrebbe affidato la sua spada a Blade Wolf lasciandogli la decisione di cosa farne. Nonostante avesse la possibilità di prendersi un'eccezionale spada come la Murasama, Raiden decise di onorare le ultime volontà del rivale riponendo la spada nel fodero così da far scattare l'ID di riconoscimento bloccandone l'uso ed affidandola al robot. Durante lo scontro finale contro il senatore Steven Armstrong, vedendo il compagno in notevoli difficoltà, Blade Wolf decise di consegnare la spada di Samuel a Raiden facendogli ascoltare un discorso dove Sam dice che il blocco della sua spada si sarebbe disattivato dopo due ore. Riuscito a sfoderare la Murasama, Raiden è convinto più che mai di vincere poiché combina le sue abilità sovraumane di cyborg con la straordinaria potenza della spada ed iniziando lo scontro finale con la tipica frase di Sam: «Ok. Balliamo».

## Stile di combattimento ed equipaggiamento
Lo stile di combattimento di Samuel è chiamato "Rodrigues New Shadow School". Nonostante questo stile sia fittizio esiste però una scuola reale chiamata Yagyu Shinkage-ryu (Scuola della Nuova Ombra di Yagyu) in Giappone, la quale è sopravvissuta per più di 400 anni. Avente una discendenza con i samurai giapponesi del XVI secolo, Sam si dimostra un grande combattente sia fisicamente che mentalmente: riesce a capire completamente lo stile di Raiden solo dopo pochissimi fendenti. Oltretutto è probabile che si sia sottoposto ad un allenamento intensissimo per migliorare le sue abilità fisiche, anche perché a quanto visto non ha subito alcuna modifica corporea a parte l'esoscheletro ed il braccio destro.
La sua spada, la Murasama, è un'arma passata di generazione in generazione nella famiglia Rodrigues fin dai tempi dei loro antenati. Sam successivamente la modificò trasformandola una blade ad Alta Frequenza, migliorando le già ottime qualità del metallo e della potenza ed inserendo un blocco ID per essere sicuro di essere l’unico a riuscire ad usarla . Modificò addirittura il fodero rendendolo simile ad una pistola: grazie ad una carica esplosiva, Sam, dopo aver premuto il grilletto, è in grado di eseguire fendenti ad estrazione ad una velocità fulminea ed a una potenza talmente alta da essere del tutto imparabili.